# SubLogic
SubLogic Corporation (stylisé subLOGIC) est une société de développement et d'édition de jeux vidéo américaine.

## Histoire
Elle est fondée en 1977 par Bruce Artwick et par Stu Moment. Ils se rencontrent au début des années 1970 dans le campus de l’université de l’Illinois. Bruce Artwick y étudie l’informatique et l’électronique et Stu Moment y fait ses études de pilote à l’institut d’aviation de l’université. Passionné de matériel informatique, plus que de programmation, Bruce Artwick fabrique à l’époque son premier ordinateur avant de travailler, pour sa thèse, à un projet de simulateur de vol en temps réel, pour un ordinateur central PDP-11. Avec Stu Moment, ils créent une société début 1977, qu’ils baptisent SubLogic car Bruce Artwick travaille à l’époque sur un appareil appelé « sublogic circuit ». Ils produisent d'abord des modules graphiques et des logiciels pilotes (drivers) pour des machines relativement confidentielles, avant d'éditer en 1978 des logiciels pour des machines d’une diffusion plus large comme le TRS-80 et l’Apple II. Pour se consacrer à ce projet, Bruce Artwick quitte en juin 1979 le poste qu’il occupe depuis sa sortie de l’université et revient à Champaign-Urbana. Cinq mois plus tard, SubLogic publie son premier programme pour l’Apple II, A2-3D1 Graphics Package. Trois mois après, ils publient FS1 Flight Simulator, pour Apple II et pour TRS-80, dont les ventes décollent.
En juin 1980, ils achètent un Cessna 150 pour vérifier la précision de leurs modèles de simulations. Toujours en 1980, SubLogic recrute ses premiers employés, d’abord pour s’occuper du secrétariat, puis pour gérer la logistique. Après avoir publié quatre programmes pour Apple II en quasiment deux ans – FS1 Flight Simulator, A2-3D1 Graphics Package, A2-3D2 Enhancement et A2-GE1 Graphics Editor – ils élargissent en 1981 leur gamme de produits. Cette volonté se traduit par la publication de Saturn Navigator de Wesley Huntress en mai 1981, une simulation dans laquelle le joueur navigue à travers les anneaux de Saturne afin de se mettre en orbite autour de la planète, puis par celle du jeu de flipper Night Mission Pinball de Bruce Artwick au printemps 1982. Dans les années suivantes, ils proposent d’autres jeux vidéos dont le jeu éducatif Whole Brain Speller, le jeu d’aventure Space Vikings de Mike Robbins ou les jeux de stratégie Zendar, Roadblock et Front Line de Terry Eagan.
En 1988, Bruce Artwick quitte la société, en conservant la licence de Flight Simulator, pour fonder la Bruce Artwick Organisation rachetée plus tard par Microsoft.

## Produits
| Année | Titre                      | Développeur     | Genre                  | Plate-forme                                          |
| ----- | -------------------------- | --------------- | ---------------------- | ---------------------------------------------------- |
| 1979  | A2-3D1 Graphics Package    | Bruce Artwick   | Logiciel               | Apple II                                             |
|       |                            |                 |                        |                                                      |
| 1980  | A2-3D2 Enhancement         | Bruce Artwick   | Logiciel               | Apple II                                             |
| 1980  | A2-GE1 Graphics Editor     | Bruce Artwick   | Logiciel               | Apple II                                             |
| 1980  | FS1 Flight Simulator       | Bruce Artwick   | Jeu de simulation      | Apple II, TRS-80                                     |
|       |                            |                 |                        |                                                      |
| 1981  | Saturn Navigator           | Wesley Huntress | Jeu de simulation      | Apple II                                             |
|       |                            |                 |                        |                                                      |
| 1982  | Microsoft Flight Simulator | Bruce Artwick   | Jeu de simulation      | IBM PC                                               |
| 1982  | Night Mission Pinball      | Bruce Artwick   | Jeu vidéo de flipper   | Apple II – Commodore 64, IBM PC                      |
| 1982  | Space Vikings              | Mike Robbins    | Jeu de simulation      | Apple II                                             |
|       |                            |                 |                        |                                                      |
| 1983  | Flight Simulator II        | Bruce Artwick   | Jeu de simulation      | Apple II, Atari 8-bit, Commodore 64, Amiga, Atari ST |
| 1983  | Front Line                 | Terry Eagan     | Jeu vidéo de stratégie | Apple II                                             |
| 1983  | Roadblock                  | Terry Eagan     | Jeu vidéo de stratégie | Apple II                                             |
| 1983  | Zendar                     | Terry Eagan     | Jeu vidéo de stratégie | Apple II                                             |
|       |                            |                 |                        |                                                      |
| 1985  | Jet                        | Charles Guy     | Jeu de simulation      | IBM PC – Amiga, Apple II, Atari ST, C64, Macintosh   |
|       |                            |                 |                        |                                                      |
| 1986  | Football                   | Quest Inc       | Jeu de sport           | IBM PC                                               |
|       |                            |                 |                        |                                                      |
| 1987  | Jet 2.0                    |                 | Jeu de simulation      | IBM PC                                               |
| 1987  | Pure-Stat Baseball         |                 | Jeu de sport           | Apple II, Commodore 64                               |
| 1987  | Stealth Mission            | Steve Setzler   | Jeu de simulation      | Commodore 64                                         |